# BSDInstall
BSDInstall — модульный программный инструмент для установки и конфигурирования операционной системы FreeBSD. Этот инсталлятор отличается модульностью, простотой создания и подключения расширений, написанных на скриптовых языках. Любой модуль, ответственный за определённый этап процесса установки, может быть легко модифицирован или заменён на альтернативную реализацию, включать в себя либо интерактивную часть для участия пользователя в конфигурировании, либо набор команд, выполняющихся в пакетном режиме без участия пользователя. Например, вместо запуска модуля редактора дисковых разделов в конфигурации BSDInstall можно задать скрипт, который вернёт определённую последовательность gpart-команд для автоматической разметки накопителя.
Процесс установки FreeBSD с его участием выглядит следующим образом: с дистрибутивного носителя копируются и распаковываются образы базовой системы (world.tgz), ядра (kernel.tgz) и коллекции портов (ports.tgz), затем запускаются постустановочные конфигурационные скрипты, копируются типовые файлы конфигурации (fstab, rc.conf, resolv.conf и т. д.).

## Базовые возможности
- Возможность установки системы на GPT разделы
- Поддержка установки на несколько накопителей
- Автоматическая активация журналирования для созданных разделов с UFS2
- Поддержка установки программного окружения FreeBSD внутрь Jail или в дисковый образ из уже работающей системы
- Поддержка PXE-режима установки операционной системы
- Обеспечение механизма подключения сторонних модулей установки
- Возможность предварительного конфигурирования и настройки инсталляции
- Дистрибутивный носитель может выступать в качестве Live-дистрибутива
- Включён модуль настройки параметров беспроводной сети
- Поддержка установки на ZFS (реализовано не полностью).